# Visokomobilno večnamensko kolesno vozilo
Visokomobilno večnamensko kolesno vozilo (angleško High Mobility Multipurpose Wheeled Vehicle; HMMWV; izgovorjava je hum-vee [ham-vi]); osnovna različica ima oznako Oboroženih sil ZDA M998 HMMWV, je zelo sposobno vojaško nebojno terensko lahko vozilo (čeprav je oboroženo, je prvenstven namen vozila transport in ne bojevanje). Civilna različica se imenuje hummer.

## Zgodovina
V 70. letih 20. stoletja je Kopenska vojska Združenih držav Amerike (KOV ZDA) ugotovila, da militarizirana civilna vozila, ki so jih do tedaj uporabljali, ne zadostujejo njihovemu namenu ter zaradi raznolikosti otežujejo logistično oskrbo. Do leta 1979 je izoblikovala značilnosti za HMMWV in objavila javni razpis. V juliju istega leta je začel AM General začetno delo na novem vozilu, s katerim se je potem udeležil razpisa (drugi dve podjetji sta bili Chrysler Defense in Teledyne). Prvi prototip, HMMWV M998, je bil v manj kot v letu že v preskušanju. Preskušanje so opravili v vseh možnih vremenskih razmerah in pogojih, pri čemer je moralo vsako vozilo prevoziti skupaj preko 966.000 km.
Junija 1981 je Kopenska vojska ZDA razglasila AM General za zmagovalca razpisa in podpisali so pogodbo, ki je sprva vsebovala le novo serijo vozil za novo serijo preizkusov. Pozneje (22. marec 1983) so podpisali pravo pogodbo o dostavi 55.000 humveejev leta 1985. Ker je AM General izpolnil svoj del pogodbe, je dobil še naslednjo petletno pogodbo o izgradnji še 33.000 dodatnih vozil.
Prvo bojno uporabo je HMMWV doživel med prvo zalivsko vojno leta 1990. Pozneje je bil uporabljen v vseh oboroženih konfliktih ZDA. Med kosovsko vojno je Vojska Jugoslavije zajela en ameriški humvee, ki je danes del muzejske zbirke Vojaškega muzeja; stoji pred parkom Beograjske trdnjave. Ta vojna je bila tudi razlog, da se je KOV ZDA odločila za namestitev dodatnega oklepa na del flote teh vozil. Drugi največji uporabnik v sklopu Oboroženih sil ZDA, Korpus mornariške pehote Združenih držav Amerike, pa se ni odločil za to možnost, kar se je v prihodnosti izkazalo za slabo odločitev. Nova oklepljena vozila, ki so bili prvič zgrajena v letu 1996, so dobila okoli eno tono dodatne teže; dodali so oklepne plošče, neprebojna okna, ojačali podvozje vozila ipd. Tako je lahko vozilo zaščitilo posadko pred eksplozijo štirih kilogramov eksploziva pod motorjem oz. pred eksplozijo 2 kg pod prtljažnikom.
Druga največja država uporabnica, Izrael, je za potrebe svojih obrambnih sil razvila poseben oklep, saj jim je bila bolj pomembna varnost posadke kot mobilnost vozila.
Med operacijo Končna svoboda in poznejšo operacijo Iraška svoboda je bilo uporabljenih več kot 10.000 teh vozil v sestavi več držav Koalicije voljnih. Toda po zaključku večjih spopadov in razglasitvi konca iraške vojne se je izkazalo, da je večina ameriških humveejev še zmeraj brez oklepa. Tako so bili najpogostejša tarča raznih iraških uporniških skupin, ki so s pomočjo improviziranih eksplozivnih sredstev in RPG-ji z lahkoto uničevali ta nezaščitena vozila.
Maja 2004 je ameriški Senat odobril 618 milijonov dolarjev za novo serijo M1114; tako so med majem in oktobrom 2004 zgradili 300 vozil na mesec in med oktobrom 2004 in marcem 2006 450 vozil na mesec. Za dodatne oklepne pakete za obstoječa nezaščitena vozila pa so namenili še dodatnih 610 milijonov.

## Zasnova
V nasprotju z drugimi transportnimi vojaškimi vozili, ki so zasnovana kot majhna in gibčna, je humvee zgrajen kot veliko, robustno in zelo močno vozilo, ki je hkrati tudi gibčno ter z nosilnostjo in močjo potega manjšega tovornjaka.
Karoserija ja izdelana iz aluminijeve zlitine 6061T6. Ta je pritrjena na jekleni nosilni okvir šasije, ki je utrjena s petimi prečnimi nosilci. Podvozje je izdelano iz kompozitnega materiala s steklenimi vlakni.
Dizelski osemvaljni šestlitrski motor proizvajalca General Motors ima moč 120 kW pri 3.400 vrtljajih na minuto ter z navorom 393 Nm. Uporablja lahko goriva: dizel, DF-2, JP-4, JP-8 in VV-F-800. Motor uporablja vodno in zračno hlajenje.
Avtomatski menjalnik proizvajalca Allison je štiristopenjski (tri naprej in ena za vzvratno vožnjo). Vozilo ima vgrajeno hidravlično krmiljenje (»servo volan«) in hidravlični zavorni sistem. Posebno zasnovano je tudi vzmetenje vozila, ki omogoča tudi grobo terensko vožnjo; vzmetenje je neodvisno, pri čemer je vsako kolo pritrjeno na dvojni A nosilec in je blaženo s spiralnimi vzmetmi in hidravličnimi blažilniki sunkov. Nosilnost vseh različic je 1,25 t (razen M1037/M1042).

### Transport
Humvee se lahko transportira na naslednje načine:
- v Lockheed Martin C-130 Hercules gredo 3 vozila;
- v Lockheed C-141 Starlifter gre 6 vozil;
- v Lockheed C-5 Galaxy gre 15 vozil;
- helikopter UH-60 lahko dvigne eno vozilo;
- CH-47 in CH-53 dvoje vozil;...

### Oklep
Edine serijsko oklepljene različice humveeja so različice XM1109, M1113, M1114, M1115 in M1116, ki imajo vgrajene oklepne plošče na sprednjem delu, strehi, bokih (tudi vrata), ki zadržijo izstrelke do kalibra 7,62 mm ter oklepne plošče na podvozju, ki zadržijo eksplozijo protitankovske mine (spredaj do 5,5 kg in zadaj do 2 kg težke mine). Stekla so tudi odporna na izstrelke do kalibra 7,62 mm in na drobce granat kalibra 155 mm do razdalje 100 m.
Odpornost vozila na protitankovske mine je dokazala različica M1114 leta 1997, ko je vozilo zapeljalo na šestkilogramsko mino v Bosni. Sprednji del humveeja je bilo popolnoma uničeno, toda 3-članska posadka je dobila le manjše, neoperativne poškodbe (praske). Drugo plat zgodbe pa je humvee doživel med zasedbo Iraka, kjer so humvee uporabljali kot standardno prevozno sredstvo. Zaradi gverilskega in urbanega bojevanje ter uporabe protioklepnih raketometalcev RPG s strani iraških upornikov se je izkazalo, da je humvee premalo oklepljen proti takšnim izstrelkom, oz. da je napačno uporabljen (kot bojno vozilo in ne kot transportno vozilo). Vojaki sami so opremljali humveeje z odpadlimi jeklenimi ploščami ter vrečami peska na dnu.
Decembra 2004 so ameriški vojaki kritizirali ameriško vlado na čelu z obrambnim sekretarjem Donaldom Rumsfeldom, da jih pošiljajo v boj z neprimerno oklepljenimi humveeji, kar se kaže v velikem številu uničenih vozil in posledično žrtvah. Rumsfeldov odgovor, da so v boj poslali vojsko, ki jo imajo in ne vojsko, ki jo želijo, je doživel tudi kritike širše javnosti, saj ZDA porabijo za oborožene sile največ denarja na svetu, kljub temu pa vojaki niso primerno zavarovani pri opravljanju dolžnosti.
5. julija 2005 je M1114 Slovenske vojske, ki je delovala v sklopu kontingenta SV v Afganistanu (misija ISAF), z zadnjim levim kolesom zapeljal na protitankovsko mino. Zadnji del je bil popolnoma uničen (in s tem tudi celotno vozilo), toda od štirih članov posadke je le eden utrpel blažje poškodbe sluha.
Junija 2006 je južnoafriško podjetje LMT Technologies razvilo dodatni oklepni paket, ki omogoča popolno zaščito vozila pred eksplozijo 1,8 kg TNT kjerkoli na strukturi vozila.

## Različice

### Skupine
Vse različice so razdeljene na 5 osnovnih skupin:
- transportno vozilo za vojake in/ali opremo;
- vozilo-nosilec orožja;
- vozilo-nosilec protioklepnega sistema TOW;
- sanitetno vozilo in
- vozilo z bivakom.

### Seznam različic
HMMWV M998
M998 je osnovna in najbolj pogosta različica vozila HMMWV, saj lahko opravlja različne naloge. Osnovni namen je transport vojakov in tovora. Različica za transport opreme je oblikovno razdeljena na tovorno ploščad in kabino. Kabina lahko sprejme dva vojaka, medtem ko je lahko tovorna ploščad prekrita/odkrita s platneno streho. Različica za transport vojakov se razlikuje le v tem, da ima na tovorni ploščadi dve preklopni klopi, ki zadostujeta za 8 vojakov (+ 2 v kabini). Na zahtevo uporabnika se lahko naredi dogradnja vozila (nekakšen hibrid obeh različic), pri kateri se poveča kabina za še dve osebi (4 vrata) in zmanjša tovorna ploščad.
HMMWV M1038
M1038 je različica M998, ki je opremljena z vitlom (sprva Mil-6000 z 2.700 kg potega, nato Mil-9000), ki ima elektromotor s 30 m jeklene vrvi, ki lahko deluje tudi pod vodo.
HMMWV M966
M996/1025 je različica s trdno konstrukcijo, 4 vrati in kovinsko streho ter opravlja nalogo nosilca protioklepnega sistema BGM-71 TOW. Zadnji del vozila je namenjen shrambi 6 raket TOW, medtem ko je lanser pritrjen na strehi na posebnem krožnem nosilcu, ki omogoča premik za 360º. Vozilo je opremljeno z neprebojnimi stekli in ima oklepljen motorni del.
HMMWV M1036
M1036 je različica M966, ki je opremljena z vitlom (enako kot HMMWV M1038).
HMMWV M1043
M1043 je različica M996, ki ima nameščen dodaten oklep, ki zavaruje posadko pred drobci eksplozij in izstrelki pehotnega orožja manjšega kalibra.
HMMWV M1044
M1044 je oklepljena različica M1036.
HMMWV M1045
M1045 je različica M1043, ki opravlja nalogo nosilca protioklepnega sistema TOW (enako kot HMMWV M966).
HMMWV M1046
M1046 je različica M1043/1045, ki je opremljena z vitlom in opravlja nalogo nosilca protioklepnega sistema TOW.
HMMWV M1025
M1025 je različica enaka M966, le da ima namesto lanserja TOW nameščena na nosilni obroč druga orožja, kot so bombomet, mitraljez, netrzajni top, ...
HMMWV M1026
M1026 je različica M1025, ki je opremljena z vitlom  (enako kot HMMWV M1038).
HMMWV M1037/1097 - S250
M1037/1097 - S250 je različica M998 oz. M1038, ki ima zmogljivejši električni sistem in nosilno ploščad, kamor se lahko postavi bivalni zabojnik, v katerem lahko človek stoji pokonci. Zabojnik je lahko opremljen kot poveljniško mesto, center zvez, bivalni prostor,...
HMMWV M1042 - S250
HMMWV M1042 - S250 je različica HMMWV M1037/1097 - S250, ki je opremljena z vitlom (enako kot HMMWV M1038).
HMMWV M996
M996 je manjše sanitetno vozilo, ki omogoča transport 2 težko (ležeči položaj) in 3 lažje (sedeči položaj) poškodovanih oseb. Vozilo ima troje vrat.
HMMWV M997
M997 je večje sanitetno vozilo, ki ima vgrajen transportni zabojnik za prevoz 4 ležečih in 8 sedečih ranjencev ter dveh članov posadke. Dodatna oprema vozila obsega generator, klimatsko napravo in gretje.
HMMWV M1035
M1035 je neoklepljeno sanitetno vozilo s platneno streho in enako transportjo zmogljivostjo kot M996.
HMMWV M1069
M1069 je različica, ki je namenjena vleki lahkih havbic M119 kalibra 105 mm.
HMMWV M1097
M1097 (imenovan tudi heavy Humvee, HHV; težki humvee) je posodobljena različica humveeja, ki so ga zasnovali 1991 in uvedli v uporabo 1992. Povečali so nosilnost (neto na 2 t) in izboljšali vlečne lastnosti, kar so dosegli z izboljšanjem kakovosti in nosilnosti elementov hodnega dela. M1097 je tako postal standardna različica in počasi zamenjuje M998.
HMMWV M1109
M1109 je težko oklepljena različica, ki deluje kot nosilec različnih oborožitvenih sistemov, ki se namestijo na strehi. Kopenska vojska ZDA jo uporablja kot izvidniško vozilo.
HMMWV M1113
M1113 (tudi M113ECV) temelji na različici ECV, pri čemer so dodane oklepljene površine.
HMMWV M1114
M1114 je oklepljena različica ECV, ki je opremljena z nosilnom obročem za orožje (bombomet, mitraljez, netrzajni top). Vsi humveeji Slovenske vojske so tega modela.
HMMWV M1115
M1115 je oklepljena različica ECV, ki služi kot nosilec protioklepnega sistema TOW.
HMMWV M1116
M1116 je oklepljena različica ECV, ki jo je naročilo Vojno letalstvo Združenih držav Amerike za potrebe varnostnih sil.
HMMWV M1121
M1121 je različica, ki deluje kot nosilec oborožitvenega sistema TOW.
HMMWV M1123
M1123 je različica M998, kateri so povečali transportno zmogljivost in izboljšali moč vitla.
HMMWV M1145
M1145 je težje oklepljena različica M116, ki jo uporablja Vojno letalstvo ZDA za potrebe prednjih letalskih opazovalcev.
HMMWV M1151
M1151 je različica, ki deluje kot nosilec oborožitvenega sistema TOW. Ima težje podvozje in močnejši motor, kar omogoča namestitev dodatnih oklepnih plošč. Slovenska vojska ima v uporabi 15 vozil tega modela.
HMMWV M1152
M1152 je različica, ki deluje kot nosilec zabojnika, ki se ga lahko uporablja za transport vojakov, tovora oz. poveljstvo. Ima težje podvozje in močnejši motor, kar omogoča namestitev dodatnih oklepnih plošč.
HMMWV M707 Knight
M707 Knight (predhodno Striker) je izvidniška različica, ki je opremljena z opremo za potrebe opazovanja, pridobivanja tarč, lokaliziranja tarč, usmerjanja ognjene podpore, ...
A1
Splošna posodobitev humveejev se je začela leta 1994; v to posodobitev so zajeli posodobitve podvozja različice M1097, spremenili so notranjost, zadnji del vozila in električno napeljavo. Zamenjali so menjalnik z novim NPG 242. Od leta 1994 imajo vse nove posodobljene različice dodane oznako A1 v imenu (npr. HMMWV M1025A1).
A2
Druga splošna posodobitev humveejev se je začela leta 1995 in temelji na posodobitvi A1. Poleg tega so zamenjali motor (zdaj Detroit Diesel 6.5L V8 diesel (142 kW)) in menjalnik 4L80E (4-stopenjski, avtomatski, elektronsko nadzorovan). Vgrajen je tudi sistem za centralni nadzor pritiska zraka v pnevmatikah - CTIS. Serija A2 je spremenila tudi sistem poimenovanja različic, saj so zaradi dveh posodobitev različice postale bolj enotne (tako ni več razlike med vozili z vitli ali brez njih):
- M1025 in M1026 sta se združila v M1025A2;
- M998 in M1038 sta se združila v M1097A2;
- M996 in M1036 sta se združila v M996A2;

ECV
ECV (angleško Expanded Capability Vehicle; vozilo razširjenih zmožnosti) je nadgradnja humveeja, pri katerem so povečali nosilnost z 2 na 2,4 t, posodobili razdelilnik pogona, posodobili zavorni sistem, izboljšali nosilne osi in ojačali šasijo. Velik del izboljšav pride iz modela COHV. ECV vključuje tudi vse posodobitve A2.
Sistem Avenger
Sistem za zračno obrambo Avenger je serijsko vgrajen na humvee različico M1037.
MOWAG Eagle 4x4
MOWAG Eagle 4x4 je izvidniška različica humveeja, ki ga proizvaja MOWAG AG. Od osnovne različice se razlikuje po povečanem oklepu, pri čemer se mere vozila povečajo le pri širini za 100 mm. Vozilo ima prostor za 4 vojake in manjši zadnji tovorni del. Na strehi je odprtina z nosilnim obročem za orožje. Notranjost vozila je bolj prilagojena udobju uporabnika (gretje, sedeži, držala za orožje,...).
Hummer
Hummer je civilna različica humveeja.

### Primerjava različic
| Različica | Širina (m) | Talni pritisk | Dolžina (m) | Višina (m) | Teža (kg)    | Največja hitrost (km/h) | Doseg (km) | Stranski nagib (º) |
| --------- | ---------- | ------------- | ----------- | ---------- | ------------ | ----------------------- | ---------- | ------------------ |
| M996      | 2,159      | 0,406         | 4,572       | 1,8542     |              | 88                      | 442 - 542  | 40                 |
| M998      | 2,159      | 0,406         | 4,572       | 1,752      | 3492,7       | 88                      | 442 - 542  | 40                 |
| M966      | 2,159      | 0,406         | 4,572       | 1,854      | 3928,1       | 88                      | 442 - 542  | 40                 |
| M1025     | 2,159      | 0,406         | 4,572       | 1,854      | 3719,5       | 88                      | 442 - 542  | 40                 |
| M1035     | 2,159      | 0,406         | 4,572       | 1,752      | 3492,7       | 88                      | 442 - 542  | 40                 |
| M1043     | 2,159      | 0,406         | 4,572       | 1,854      | 3810,2       | 88                      | 442 - 542  | 40                 |
| M1045     | 2,159      | 0,406         | 4,572       | 1,854      | 3810,2       | 88                      | 442 - 542  | 40                 |
| M1097     | 2,159      | 0,406         | 4,572       |            | 4535,9237    | 88                      | 442 - 542  | 40                 |
| M1026     | 2,159      | 0,406         | 4,724       | 1,854      |              | 88                      | 442 - 542  | 40                 |
| M1036     | 2,159      | 0,406         | 4,724       | 1,854      | 3719,5       | 88                      | 442 - 542  | 40                 |
| M1037     | 2,159      | 0,406         | 4,724       | 1,752      | 3928,1       | 88                      | 442 - 542  | 40                 |
| M1038     | 2,159      | 0,406         | 4,724       | 1,752      | 3492,7       | 88                      | 442 - 542  | 40                 |
| M1042     | 2,159      | 0,406         | 4,724       | 1,752      | 3928,1       | 88                      | 442 - 542  | 40                 |
| M1044     | 2,159      | 0,406         | 4,724       | 1,854      | 3810,2       | 88                      | 442 - 542  | 40                 |
| M1046     | 2,159      | 0,406         | 4,724       | 1,854      | 3810,2       | 88                      | 442 - 542  | 40                 |
| M996      | 2,159      | 0,406         | 5,1308      | 2,184      |              | 88                      | 442 - 542  | 40                 |
| M997      | 2,159      | 0,406         | 5,1308      | 2,591      | 4127,7       | 88                      | 442 - 542  | 40                 |
| M998A1    | 2,159      | 0,406         |             |            | 3574,3       | 88                      | 442 - 542  | 40                 |
| M1035A1   | 2,159      | 0,406         |             |            | 3574,3       | 88                      | 442 - 542  | 40                 |
| M1038A1   | 2,159      | 0,406         |             |            | 3574,3       | 88                      | 442 - 542  | 40                 |
| M966A1    | 2,159      | 0,406         |             |            | 3801,1       | 88                      | 442 - 542  | 40                 |
| M1025A1   | 2,159      | 0,406         |             |            | 3801,1       | 88                      | 442 - 542  | 40                 |
| M1026A1   | 2,159      | 0,406         |             |            | 3801,1       | 88                      | 442 - 542  | 40                 |
| M1043A1   | 2,159      | 0,406         |             |            | 3891,8       | 88                      | 442 - 542  | 40                 |
| M1044A1   | 2,159      | 0,406         |             |            | 3891,8       | 88                      | 442 - 542  | 40                 |
| M1045A1   | 2,159      | 0,406         |             |            | 3891,8       | 88                      | 442 - 542  | 40                 |
| M1046A1   | 2,159      | 0,406         |             |            | 3891,8       | 88                      | 442 - 542  | 40                 |
| M996A1    | 2,159      | 0,406         |             |            | 3891,8       | 88                      | 442 - 542  | 40                 |
| M997A1    | 2,159      | 0,406         |             |            | 4209,3371936 | 88                      | 442 - 542  | 40                 |

## Uporabniki
Oborožene sile naslednjih držav uporabljajo HMMWV: Alžirija (različica M1114), Argentina, Bahrajn, Bolivija, Danska, Egipt (različica M1114), Ekvador, Grčija (različica M1114), Izrael (različica M1114), Jemen, Jordanija, Kanada (različica M1114), Katar (različica M1114), Kolumbija, Kuvajt (različica M1114), Luksemburg (različica M1114), Makedonija, Maroko, Mehika, Nova Zelandija (različica M1114), Oman, Portugalska, Saudova Arabija (različica M1114), Španija, Švica (različica MOWAG Eagle 4x4), Tajska, Tajvan, Tanzanija, Tunizija, Turčija, Uganda, Ukrajina, Uzbekistan, Venezuela, Združene države Amerike in Združeni arabski emirati (različica M1114).
Tudi Slovenska vojska ima v svojih vrstah 30 humveejev, in sicer v različici HMMWV M1114. Uporabljajo jih predvsem v mednarodnih misijah v Bosni in Hercegovini (SFOR) in v Afganistanu (ISAF). 30. novembra 2001 je Slovenska vojska prejela prvih 12 humveejev. V javnosti so se pojavili kritike, da jih je Slovenija kupila zaradi šminkerskega videza in prilizovanja ZDA pred vstopom v NATO. Ne glede na kritike je humvee dosegel najboljše rezultate na razpisu in ga je Slovenska vojska kupila na podlagi priporočila Generalštaba Slovenske vojske. V eksploziji protitankovske mine pred Kabulom (Afganistan) je SV 5. julija 2005 izgubila eno tako vozilo; vojaki so bili nepoškodovani (eden je utrpel le začasno poškodbo sluha). Takrat se je pokazalo, da je bil nakup teh vozil upravičen, saj take eksplozije ne bi preživeli, če bi uporabljali druga vozila iz parka Slovenske vojske (npr. Puch Mercedes G).